# عملیات مونگوس
پروژه کوبا، همچنین به‌عنوان عملیات مونگوس شناخته می‌شود، مجموع ای از عملیات‌های گسترده حمله‌های تروریستی علیه غیرنظامیان و عملیات‌های مخفی بود که توسط آژانس اطلاعات مرکزی ایالات متحده در کوبا انجام شد. این رسماً در ۳۰ نوامبر ۱۹۶۱ توسط رئیس‌جمهور آمریکا جان اف کندی مجاز شد. نام عملیات مونگوس در جلسه قبلی کاخ سفید در ۴ نوامبر ۱۹۶۱توافق شده بود. عملیات به پایان رسید جی ام ویو، ایستگاه جمع‌آوری اطلاعات و عملیات مخفی ایالات متحده که یک سال قبل در میامی، فلوریدا تأسیس شد، و توسط ژنرال نیروی هوایی ایالات متحده، ادوارد لنزدیل در سمت نظامی رهبری می‌شد. و ویلیام کینگ هاروی در سیا و پس از تهاجم شکست خورده به خلیج خوک‌ها وارد عمل شدند.
عملیات مونگوس یک برنامه مخفی علیه کوبا بود که هدف آن حذف کمونیست‌ها از قدرت بود، که تمرکز اصلی دولت کندی بود.سندی از وزارت امور خارجه ایالات متحده تأیید می‌کند که هدف این پروژه "کمک به کوبا برای سرنگونی رژیم کمونیستی، از جمله رهبر آن فیدل کاسترو، بود و هدف آن "شورشی بود که می‌تواند تا اکتبر۱۹۶۲در کوبا رخ دهد". سیاستگذاران ایالات متحده همچنین می‌خواستند "دولت جدیدی را ببینند که ایالات متحده بتواند با آن در صلح زندگی کند".
سازمان سیا در یک توطئه عجیب و غریب با وانمود کردن ظهور دوم مسیح در کوبا قصد شوراندن مردم را علیه دولت کمونیستی کوبا داشت. کوبایی‌ها مردمی عمیقاً مذهبی هستند و اگر نشانه‌ای الهی علیه حکومت کاسترو وجود داشته باشد، شورش می‌کنند. سیا حتی برنامه‌ریزی کرد که گلوله‌های ستاره‌ای را از زیردریایی پرتاب کند تا آسمان را «به‌طور الهی» روشن کند، زیرا فقط به مردم می‌گفت که مسیح بازگشته است. کمی احمقانه خواهد بود اگرچه شخص مسئول آن به شدت وجود چنین طرحی را انکار کرد، اسناد آن زمان خلاف آن را ثابت می‌کند.

## ریشه‌ها
افزایش قدرت فیدل کاسترو در سال ۱۹۴۸ توسط سازمان سیا از دیده شده بود. با به قدرت رسیدن او، سیا به‌طور فزاینده ای نگران اقدامات و دیدگاه‌های سیاسی او شد. در اواخر دهه۱۹۵۰، سیا شروع به جمع‌آوری اطلاعات بیشتر در مورد کاسترو کرد، به گمان اینکه او یک کمونیست است. سازمان در ابتدا نتوانست شواهد محکمی مبنی بر کمونیست بودن کاسترو کشف کند. با این حال، سیا همچنان نگران این بود که چگونه دولت کاسترو مواضع طرفدار کمونیستی را اتخاذ کرد. اطلاعات سیا به این نتیجه رسید که افراد مورد اعتماد کاسترو، ارنستو چه گوارا و رائول کاسترو روز، هر دو تمایل‌های کمونیستی داشتند. ژنرال تشارلز پی کابل در نوامبر۱۹۵۹خاطرنشان کرد که در حالی که کاسترو کمونیست نبود، به حزب کمونیست در کوبا فرصت آزاد داد تا رشد کند و پیام خود را منتشر کند. با این وجود، تا دسامبر، طرح‌هایی از قبل بین مقام‌های بلندپایه سیاست خارجی ایالات متحده که خواستار سرنگونی دولت کاسترو بودند، دست‌به‌دست می‌شد. یک گزارش رسمی از سیا بیان می‌کند که تا مارس ۱۹۶۰، ایالات متحده قبلاً تصمیم گرفته بود که فیدل کاسترو باید آواره شود. به دلیل ترس ایالات متحده از پیامدهای سازمان ملل، این طرح در بالاترین سطح محرمانه نگه داشته شد.

### مجوز رسمی برای اقدام
دولت در ۱۷ مارس ۱۹۶۰، زمانی که رئیس‌جمهور آیزنهاور مقاله سیا را با عنوان «برنامه اقدام پنهانی علیه رژیم کاسترو» امضا کرد، به‌طور رسمی مجوز این عملیات را صادر کرد. یک گزارش از طبقه‌بندی خارج شده توسط بازرس کل لیمان کرک پاتریک، تاریخچه عملیات را شرح می‌دهد، و بیان می‌کند که دستور رئیس‌جمهور به آژانس اجازه می‌دهد تا سازمانی از کوبایی‌های تبعیدی را برای مدیریت برنامه‌های مخالفان، آغاز یک «حمله تبلیغاتی» برای جلب حمایت از جنبش ایجاد کند. ایجاد یک شبکه جمع‌آوری اطلاعات در داخل کوبا و «توسعه یک نیروی شبه نظامی برای معرفی به کوبا برای سازماندهی، آموزش و رهبری گروه‌های مقاومت علیه رژیم کاسترو.تهاجم تبلیغاتی از استفاده از برنامه‌های رادیویی و اعلامیه‌هایی برای پخش استفاده می‌کرد. این اقدام صرفاً با هدف تبلیغ حمایت از دولت موقت بود.برآورد بودجه سیا برای این عملیات مخفی تقریباً ۴٫۴میلیون دلار بود. مقاله امضا شده توسط آیزنهاور همچنین تنها گزارشی بود که توسط دولت در کل پروژه صادر شد. این امر محرمانه بودن دولت ایالات متحده در اجرای عملیات و همچنین سیاست انکار پذیری آن را برجسته می‌کند. این برنامه آژانس را ملزم به کار شبانه‌روزی و جمع‌آوری حجم زیادی از اطلاعات مربوط به جزئیات و همچنین همکاری با سایر آژانس‌ها می‌کرد.برای تأمین حمایت مالی مورد نیاز، «گروه بندر» به‌عنوان سازمانی ایجاد شد که راه مخفی را برای بازرگانان آمریکایی فراهم می‌کرد تا از طریق آن با گروه‌های کوبایی تجارت کنند.در ۱۱می ۱۹۶۰، گروه بندر با گروهی به نام جبهه انقلابی دموکراتیک به توافق رسید. فعالیت‌های تبلیغاتی شامل استفاده از رسانه‌های چاپی و رادیویی برای پخش پیام‌های ضد کاسترو بود. این برنامه‌ها در سراسر آمریکای لاتین راه اندازی شد.مقادیر زیادی ملک برای استفاده در این عملیات توسط آژانس خریداری شد. یک پایگاه عملیاتی در ۲۵ مه در میامی با استفاده از «شرکت حرفه ای و توسعه نیویورک» و «قرارداد وزارت دفاع» به‌عنوان پوشش ایجاد شد.یک ایستگاه ارتباطی نیز در ۱۵ ژوئن با استفاده از عملیات ارتش به‌عنوان پوشش ایجاد شد. آژانس همچنین خانه‌های امنی را در سرتاسر میامی برای اهداف عملیاتی مختلف به‌دست آورد. سیا همچنین به دلایل مختلف در شهرهای مختلف آمریکا و خارج از کشور املاکی به‌دست آورد
از ماه مارس تا آگوست۱۹۶۰، سیا برنامه‌هایی داشت که هدف آن تضعیف کاسترو و جذابیت او برای مردم از طریق خرابکاری در سخنرانی‌های او بود.هدف از طرح‌های اندیشیده شده بی‌اعتبار کردن کاسترو از طریق تأثیرگذاری بر رفتار او و تغییر ظاهر او بود. یکی از طرح‌هایی که مورد بحث قرار گرفت این بود که استودیوی پخش خود را با ترکیبی شبیه به ال اس دی اسپری کنند، اما به دلیل غیرقابل اعتماد بودن ترکیب کنار گذاشته شد. طرح دیگر بستن جعبه سیگار کاسترو با ماده شیمیایی شناخته شده‌ای بود که باعث سردرگمی موقت می‌شود. برنامه‌های سیا برای تضعیف وجهه عمومی کاسترو تا آنجا پیش رفت که حتی کفش‌های او را با نمک‌های تالیوم پوشانده بود که باعث می‌شد ریش‌های او بریزد. برنامه این بود که وقتی او در سفری خارج از کوبا بود، کفش‌هایش را با نمک ببندند. از او انتظار می‌رفت که کفش‌هایش را بیرون از اتاق هتلش بگذارد تا صیقل داده شود و در آن زمان نمک‌ها تزریق می‌شد. این طرح به دلیل لغو سفر کاسترو کنار گذاشته شد.
مخالفت ایالات متحده با کاسترو مبتنی بر موضع ایالات متحده بود که اجبار در داخل کوبا شدید است و دولت به‌عنوان الگویی برای جنبش‌های ضد استعماری متحدان در سایر نقاط قاره آمریکا عمل می‌کرد.یک ماه پس از شکست تهاجم خلیج خوک‌ها، سیا برنامه ای برای خرابکاری و حمله‌های تروریستی علیه اهداف غیرنظامی و نظامی در کوبا پیشنهاد کرد. در نوامبر۱۹۶۱، رابرت کندی و ریچارد گودوین به پرزیدنت کندی پیشنهاد کردند که دولت ایالات متحده این کارزار را آغاز کند و رئیس‌جمهور مجوز آن را دریافت کرد. آنها معتقد بودند که تلاش متمرکز به رهبری مقام‌های ارشد کاخ سفید و سایر سازمان‌های دولتی برای برکناری فیدل کاسترو و سرنگونی دولت کوبا بهترین اقدام است. پس از جلسه ای در کاخ سفید در ۳ نوامبر۱۹۶۱، این ابتکار عمل به‌عنوان عملیات مونگوس شناخته شد و توسط سرتیپ نیروی هوایی ادوارد لنزدیل در سمت نظامی و ویلیام کینگ هاروی در سیا رهبری می‌شد.
آژانس‌های دیگری برای کمک به برنامه‌ریزی و اجرای عملیات مونگوس وارد شدند. پس از تصمیم آیزنهاور، در تاریخ رسمی تهاجم به خلیج خوک‌ها اشاره شده‌است که «بلافاصله پس از تصمیم آیزنهاور برای ترویج برنامه ضد کاسترو، همکاری قابل توجهی بین سیا و سایر سازمان‌های مربوط صورت گرفت. وزارت دفاع، وزارت امور خارجه، اداره تحقیق‌های فدرال، خدمات مهاجرت و تابعیت، و دیگران." نمایندگان وزارت امور خارجه، وزارت دفاع و سیا نقش‌های بزرگ تری در اجرای فعالیت‌های عملیات داشتند، در حالی که نمایندگانی از آژانس اطلاعات ایالات متحده و وزارت دادگستری نیز گاهی برای کمک به عملیات فراخوانده می‌شدند. سرتیپ لنزدیل به‌عنوان رهبر عملیات، توضیحات و به روز رسانی‌ها را از این آژانس‌ها دریافت کرد و مستقیماً به گروهی از مقام‌های عالی‌رتبه دولتی، موسوم به گروه ویژه مخفی گزارش داد. در زمان آیزنهاور، قرار بود چهار شکل عمده اقدام برای کمک به مخالفان ضد کمونیستی در کوبا در آن زمان انجام شود. اینها عبارت بودند از: (۱) ارائه یک حمله تبلیغاتی قدرتمند علیه رژیم، (۲) تکمیل یک شبکه اطلاعاتی مخفی در داخل کوبا، (۳) توسعه نیروهای شبه نظامی در خارج از کوبا و (۴) دریافت پشتیبانی لجستیکی لازم برای عملیات نظامی مخفی در کوبا. جزیره. در این مرحله، هنوز مشخص نبود که این تلاش‌ها به حمله به خلیج خوک‌ها ختم شود.
برخی از اهداف طرح‌شده این عملیات شامل جمع‌آوری اطلاعات و ایجاد هسته‌ای برای جنبش مردمی کوبا، همراه با بهره‌برداری از پتانسیل دنیای زیرزمینی در شهرهای کوبا و جلب همکاری کلیسا برای وارد کردن زنان کوبا به اقداماتی بود. وزارتخانه‌های امور خارجه، دفاع و دادگستری مسئول ترکیبی از این اهداف بودند. کندی و بقیه گروه مخفی امیدوار بودند که رژیم کاسترو را از بین ببرند و در سیستم سیاسی کوبا تغییر ایجاد کنند.
پرزیدنت کندی، دادستان کل، جان مک‌کون، رئیس سیا، ریچارد گودوین و سرتیپ لنزدیل در ۲۱ نوامبر ۱۹۶۱برای بحث در مورد برنامه‌های عملیات مونگوس ملاقات کردند. رابرت کندی بر اهمیت اقدام پویا فوری برای بی‌اعتبار کردن رژیم کاسترو در کوبا تأکید کرد. او از شکست حمله به خلیج خوک‌ها چند ماه قبل ناامید ماند. تا پایان نوامبر، پرزیدنت کندی جزئیات عملیات مونگوس را نهایی کرده بود. لنزدیل مسئول عملیات باقی ماند و دسترسی به دانش عملیات مونگوس کاملاً محرمانه و محدود باقی ماند. همان‌طور که در تمام دوران ریاست جمهوری کندی معمول بود، تصمیم‌گیری متمرکز و در داخل گروه ویژه مخفی قرار می‌گرفت. در این زمان عملیات مونگوس در جریان بود.

## برنامه‌ریزی
رئیس ستاد مشترک وزارت دفاع ایالات متحده هدف نهایی این پروژه را ارائه توجیه کافی برای مداخله نظامی ایالات متحده در کوبا دانست. آنها از وزیر دفاع درخواست کردند که مسئولیت این پروژه را به آنها بسپارد، اما رابرت اف کندی، دادستان کل،کنترل مؤثر را حفظ کرد.
در ۸ ژانویه ۱۹۶۰، ژنرال کبل، معاون مدیر اطلاعات مرکزی، یک جلسه توجیهی مشترک در مورد کوبا برای وزارت امور خارجه و ستاد مشترک ارتش برگزار کرد. در این ملاقات سرهنگ الکی وایت اشاره کرده بود که باید با فیدل کاسترو برخورد شود. در این زمان همچنین در مورد نیاز به افزایش برنامه‌های مخفی و نیمه مخفی با هدف کاسترو بحث کرد. این برنامه‌ها شامل جنگ روانی، اقدام سیاسی، اقدام اقتصادی و اقدام شبه نظامی بود. تا ۱۸ژانویه، عملیات‌های مختلف کوبا را انجام دادند. بعداً بحث شد که باید یک شعبه جداگانه برای رسیدگی به همه چیز در مورد جنبش ضد کاسترو ایجاد شود. این گروه شامل ۴۰پرسنل بود که ۱۸نفر در مقر، ۲۰نفر در ایستگاه هاوانا و دو نفر در پایگاه سانتیاگو بودند. وزارت امور خارجه نگران بود که اگر کاسترو سرنگون شود، مردمی که پس از او خواهند آمد بدتر از او خواهند بود. در درجه اول چه گوارا و رائول کاسترو؛ بنابراین آنها راهی برای به‌دست آوردن یک رهبر بهتر پیشنهاد کردند که به جای او مورد تأیید قرار می‌گرفت. سیا شروع به نگرانی کرد که مشارکت آنها با جنبش ضد کاسترو منجر به یک جنبش ضد ایالات متحده شود. در ۱۴ مارس ۱۹۶۰، دالس «برنامه اقدام پنهانی عمومی برای کوبا» را ارائه کرد که فقط بر مشکلات کوبا متمرکز بود. ظرفیت چریک‌ها در گروه‌های ضد کاسترو در داخل و خارج از کوبا مورد بحث قرار گرفت.
ریچارد بیسل، معاون مدیر برنامه‌ها، از شفیلد ادواردز، مدیر امنیت، پرسید که آیا ادواردز می‌تواند با سندیکای قمار ایالات متحده که در کوبا فعال بود ارتباط برقرار کند. هدف به وضوح ترور کاسترو بود، اگرچه ادواردز ادعا می‌کند که در گفتگو با بیسل از این اصطلاح اجتناب شده‌است. بیسل به یاد می‌آورد که این ایده از جی سی کینگ، سرچشمه گرفت، اگرچه کینگ اکنون به یاد می‌آورد که دانش محدودی از چنین طرحی داشته‌است و در تاریخ بسیار دور حدود اواسط سال 1962.
شورای انقلابی ضد کاسترو، متشکل از گروهی از کوبایی‌ها، بیانیه‌ای مطبوعاتی در کنفرانسی در شهر نیویورک در ۲۲ مارس ۱۹۶۱منتشر کرد. بیانیه مطبوعاتی از اتحاد نیروها علیه کاسترو و تشریح سکوی مأموریت آنها خبر داد. اهداف عبارت بودند از سرنگونی «استبداد کمونیستی که مردم کوبا را به بردگی می‌کشد». در بیانیه مطبوعاتی امتیازات مربوط به سیاست ارضی، سیاست اقتصادی، نظام‌های حقوقی، اصلاحات آموزشی، ساختار نظامی و غیره ذکر شده‌است. طرح جامعی بود. بیانیه مطبوعاتی به‌عنوان ابزار تبلیغاتی دیگری که سیا احساس می‌کرد می‌تواند مأموریت آنها را پیش ببرد اجرا شد.
برای کسانی که توسط سیا استخدام و به خدمت گرفته می‌شدند، پیش نیازهایی وجود داشت: آنها باید طرفدار غرب، ضد کمونیست، از نظر سیاسی بی‌طرف و قادر به جمع‌آوری حمایت‌های دیگر از کوبا باشند. اهداف مشخصی برای کوبایی‌هایی که در جبهه اپوزیسیون کوبا حضور داشتند، مشخص شد، هدف اصلی بازگرداندن قانون اساسی کوبا در سال۱۹۴۰است. هدف جبهه اپوزیسیون کوبا را می‌توان به این صورت خلاصه کرد: ۱)عمل به‌عنوان چراغی برای جذب سایر گروه‌های ضد کاسترو، ۲)خدمت به‌عنوان قربانی در صورت کشف عملیات‌های مخفی، و ۳)عمل به‌عنوان یک جایگزین بالقوه برای کاسترو پس از سقوط او برای عملیات کوبا، سیا فهرستی از جنگجویان چریکی بالقوه در استان‌های کوبا تهیه کرد. هفت گروه متشکل از ۱۸۰تا بیش از ۴۰۰۰فراری احتمالی وجود داشت. آنها متشکل از زندانیان سیاسی و چریک‌هایی بودند که سیا معتقد بود می‌توان آنها را متقاعد کرد که در عملیات علیه کاسترو شرکت کنند.در واکنش به افزایش میزان سلاحهای اتحاد جماهیر شوروی و همچنین نفوذ فزاینده حزب کمونیست در کوبا، در اوایل ژوئن ۱۹۶۰ ،۵۰۰تبعیدی کوبایی به‌عنوان اعضای شبه نظامی آموزش می‌دیدند تا حمله به خلیج خوک‌ها را اجرا کنند. برخی از آن تبعیدیان در پاناما آموزش دیده‌اند.با توجه به حذف اخیر هزاران صفحه از سیا در سال ۲۰۱۱(پنجاهمین سالگرد تهاجم خلیج خوک‌ها)، اکنون مشخص شده‌است که کارگروه سیا مسئول حمله شبه نظامی می‌دانست که عملیات بدون تبدیل شدن به یک عملیات باز نمی‌تواند موفقیت‌آمیز باشد. تهاجم با حمایت ارتش آمریکا به گفته پیتر کورنبلوه، این مهم‌ترین افشاگری از طبقه‌بندی کردن تاریخ رسمی سیا بود.
در ۱۲ آوریل۱۹۶۱، سیا گزارش کاملی از عملیات کوبا تهیه کرد که جهت‌گیری و مفهوم آن را مشخص می‌کرد. توطئه علیه کاسترو با ظهور «مقاومت داخلی فزاینده و مؤثر، به کمک فعالیت‌های هواپیماهای شکست‌خورده کوبا و نفوذ سلاح‌ها و گروه‌های کوچک مردان» مشخص می‌شود. (عملیات کوبا) در این گزارش بر گام‌های خاصی که باید برای دستیابی به ظاهر انقلاب داخلی برداشته شود، تأکید شد. میرو کاردونا بیانیه‌های عمومی می‌داد و تأکید می‌کرد که دولت ایالات متحده در این امر دخالت نداشته و هر عملیاتی توسط کوبایی‌ها انجام شده‌است.
تنها چند روز بعد در ۱۶آوریل، ابتدا ۱۱هدف وجود داشت که قرار بود مورد حمله قرار گیرند. لیست اهداف بعداً به ۴کاهش یافت. این ۴مورد شامل پایگاه هوایی سن آنتونیو، پایگاه هوایی آزاد شده کامپو و در نهایت پایگاه‌های دریایی واقع در باتابانو و نوئکا جرونا بودند. علاوه بر این، تعداد هواپیماهای B-26مورد استفاده در حمله از ۱۵به ۵فروند کاهش یافت که در نهایت پوشش هوایی ایالات متحده را محدود کرد. تاریخچه رسمی عملیات خلیج خوک‌ها سیا اشاره می‌کند که پوشش هوایی محدود، نیروی هوایی بریگاد را در معرض حمله‌های نیروهای کاسترو قرار داده‌است. در این سند آمده‌است که «شکی نیست که اگر هواپیماهای جی میت و تعداد خدمه هواپیما بیشتر بود، پوشش هوایی ثابت امکان‌پذیر بود.» هر دو کندی این واقعیت را نادیده گرفتند که حمله‌های هوایی محدود از اثربخشی نیروی هوایی بریگاد به دلیل خطر حمله متقابل توسط نیروی هوایی کوبا جلوگیری می‌کند. به نقل از یکی از کارکنان کاخ سفید، «... برنامه این بود که نیروی هوایی کاسترو را قبل از شروع نبرد در زمین منهدم کرد و سپس با یک «نیروی هوایی» ضد کاسترو متشکل از حدود دوجین هواپیمای اضافی، پشتیبانی هوایی کرد. توسط تبعیدیان کوبایی پرواز کرد. آن طرح شکست خورد.» در ۱۸ آوریل یک حمل و نقل هوایی از سوی نیروی هوایی آمریکا برنامه‌ریزی شده بود و آن بهترین روز برای بسیج تیپ بی-۲۶ بود. در طی این حمله هیچ هواپیمای گم نشد و یک حمله موفقیت‌آمیز به ستون کاسترو در حال حرکت از پلایا لارگا به پلایا جیرون انجام شد. تاریخچه رسمی این عملیات خاطرنشان می‌کند که در مورد نتایج عملیات‌های مختلف بین ۱۷تا ۱۹ آوریل ۱۹۶۱چندین عدم قطعیت وجود داشت، از جمله تعداد و هویت تلفات خلبانان و غیرنظامیان کوبایی، و همچنین یک سؤال در مورد استفاده احتمالی. ناپالم توسط سرپرست هواپیمای گارفیلد ثوررود بخش هوایی ایالات متحده در ۱۷ آوریل ۱۹۶۱. تاریخ رسمی اشاره می‌کند که استفاده از ناپالم تا روز بعد، ۱۸ آوریل ۱۹۶۱به‌طور رسمی تأیید نشده بود. ۱۰روز بعد، ۵بمب بی-۲۶را پرتاب کرد.

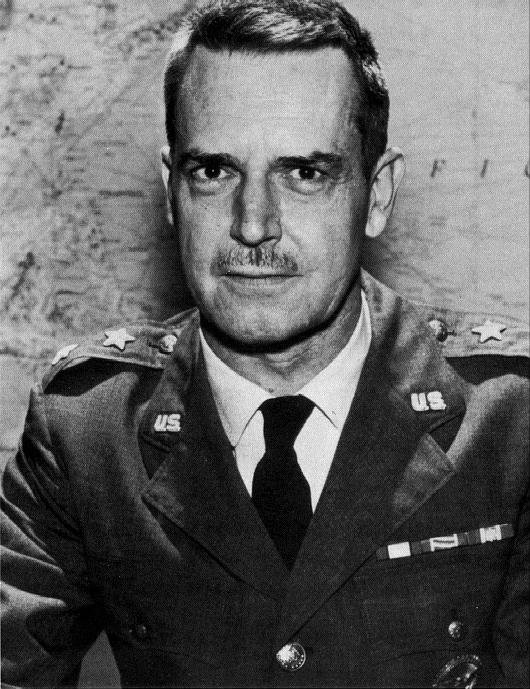
سرلشکر نیروی هوایی ایالات متحده ادوارد لنزدیل، رئیس عملیات مونگوس در سمت نظامی عملیات، با ویلیام هاروی رهبری تلاش‌های سیا

مونگوس توسط ادوارد لنزدیل در وزارت دفاع و ویلیام کینگ هاروی در سیا رهبری می‌شد. لنزدیل به دلیل تجربه اش در مبارزه با شورش در فیلیپین در طول شورش هوکبالاهاپ، و همچنین به دلیل تجربه اش در حمایت از رژیم دیم ویتنام انتخاب شد. ساموئل هالپرن، یکی از سازمان‌دهنده‌های سازمان سیا، گستردگی مشارکت را بیان کرد: «سیا و ارتش ایالات متحده و نیروهای نظامی و وزارت بازرگانی، و مهاجرت، خزانه‌داری، خدا می‌داند چه کسی دیگری همه در مونگوس بودند. این یک عملیات دولتی بود که از دفتر بابی کندی با اد لنزدیل به‌عنوان مغز متفکر خارج شد.»
در طی برنامه‌ریزی «عملیات مونگوس»، در یادداشت مارس۱۹۶۲سیا به دنبال توصیفی کوتاه اما دقیق از بهانه‌هایی بود که رئیس ستاد مشترک ارتش در نظر گرفت که توجیهی برای مداخله نظامی آمریکا در کوبا فراهم می‌کند. یادداشت طبقه‌بندی شده قبلی، روشی را نشان می‌دهد که سیا و رئیس ستاد مشترک به دنبال دلیلی برای حمله به جزیره کوبا بودند که برای مردم آمریکا قابل قبول باشد. در این سند آمده‌است: «چنین طرحی امکان ترکیب منطقی حوادث را با سایر رویدادهای به ظاهر نامرتبط برای استتار هدف نهایی و ایجاد تصور لازم از عجول و بی‌مسئولیت کوبایی در مقیاس بزرگ فراهم می‌کند که متوجه کشورهای دیگر از جمله ایالات متحده می‌شود «این بیانیه ادامه می‌دهد: «نتیجه مطلوب اجرای این طرح، قرار دادن ایالات متحده در موقعیت آشکاری است که از نارضایتی‌های قابل دفاع از سوی دولت عجول و غیرمسئول کوبا رنج می‌برد و تصویری بین‌المللی از تهدید کوبا برای صلح در نیمکره غربی ایجاد می‌کند.» ملاحظات مهم دیگر این بود که هرگونه مداخله نظامی ایالات متحده در کوبا نباید شامل اتحاد جماهیر شوروی شود.با توجه به اینکه کوبا بخشی از پیمان ورشو نبود، و هنوز هیچ مدرک قابل توجهی مبنی بر ارتباط بین کوبا و اتحاد جماهیر شوروی وجود نداشت، اعتقاد بر این بود که مداخله نظامی می‌تواند بدون عواقب عمده از سوی اتحاد جماهیر شوروی انجام شود.
۳۲کار یا طرح (همان‌طور که 33 گونه زنده مانگوز وجود دارد) تحت پروژه کوبا در نظر گرفته شد که برخی از آنها انجام شد. این طرح‌ها از نظر کارایی و هدف متفاوت بودند، از اهداف تبلیغاتی برای ایجاد اختلال در دولت و اقتصاد کوبا. برنامه‌ها شامل استفاده از نیروهای ویژه ارتش ایالات متحده، تخریب محصولهای شکر کوبا و استخراج معادن بندرها بود.
در ۱۰ اوت۱۹۶۲جلسه ای از گروه ویژه (افزایش یافته) در اتاق کنفرانس وزیر امور خارجه دیوید راسک برگزار شد که در آن وزیر دفاع رابرت مک نامارا موضوع انحلال رهبران کوبا را مطرح کرد. این بحث منجر به یک یادداشت اقدام پروژه مونگوس شد که توسط ادواردز لندزدیل تهیه شده بود.
در ۴ اکتبر۱۹۶۲، یک گروه ویژه در مورد عملیات مونگوس برای بحث در مورد اقدامات تشکیل جلسه داد. دادستان کل، آقای جانسون، و ژنرال لنددل در میان دیگران آنجا بودند. در حالی که آنها در مورد برخی از منافع شخصی در به‌دست آوردن آب‌های کوبا برای حقوق معدن، برنامه‌ریزی طرح‌های احتمالی نظامی و حمله به گوانتانامو بحث کردند، این عقاید و ایده‌ها توسط همه شرکت کنندگان مشترک نبود. در پایان جلسه چهار هدف اصلی را تعیین کردند. (۱)آنها به اطلاعات بیشتری در مورد کوبا نیاز داشتند تا نحوه ادامه کار را تعیین کنند. این احتمالاً مستلزم تحقیق‌های بیشتر توسط سیا در کوبا است. (۲)آنها باید میزان خرابکاری‌هایی را که مامورانشان در آن درگیر بودند افزایش دهند. خط «باید خرابکاری به میزان قابل توجهی بیشتر شود» زیر خط کشیده شده‌است. (۳)مقررات و محدودیت‌ها باید تحقق می‌یابد تا سیا به‌عنوان یک آژانس و عوامل عملیاتی آن‌ها بتوانند راه‌های میانبر را در آموزش و آماده‌سازی انتخاب کنند. (۴)اینکه سیا هر کاری می‌تواند برای خلع کاسترو و جلوگیری از گسترش کمونیسم در نیمکره غربی انجام دهد. در بند چهارم آمده‌است: «تمام تلاش‌ها باید برای ایجاد رویکردهای جدید و تخیلی برای امکان خلاصی از رژیم کاسترو به کار گرفته شود».
در ۲۶ اکتبر۱۹۶۲، کاسترو نامه‌ای به خروشچف نوشت و در آن عقاید خود را در مورد آنچه در عمل تجاوز اتفاق می‌افتد تشریح کرد و به او گفت که مطمئن باشد کوبا مقاومت خواهد کرد وبا نیروهای متجاوز مخالف عمل خواهد کرد
عملیات نورث وودز طرحی بود که در سال۱۹۶۲پیشنهاد شد و توسط رئیس ستاد مشترک ارتش امضا شد و برای تأیید به وزیر دفاع رابرت مک نامارا ارائه شد و هدف آن استفاده از عملیات پرچم دروغین برای توجیه مداخله در کوبا بود. از جمله اقدامات در نظر گرفته شده، حمله‌های واقعی و شبیه‌سازی شده در خاک ایالات متحده یا کشورهای خارجی بود که دولت کوبا را مقصر دانست. اینها شامل حمله یا گزارش حمله‌های جعلی به تبعیدیان کوبایی، آسیب رساندن به پایگاه‌ها و کشتی‌های ایالات متحده، حمله هواپیمای «کوبایی» به کشورهای آمریکای مرکزی مانند هائیتی یا جمهوری دومینیکن، یافتن محموله‌های سلاحهایی در سواحل مجاور، جعل هواپیمای نظامی کوبایی در حال انهدام است. یک هواپیمای غیرنظامی آمریکایی و توسعه احتمالی عملیات تروریستی با پرچم دروغین دیگر در خاک ایالات متحده.این عملیات توسط کندی رد شد و هرگز انجام نشد. در سال۱۹۶۲نشان داده شد که کشورهای دیگر از انقلاب کاسترو حمایت مالی می‌کنند.
پروژه کوبا نقش مهمی در رویدادهای منتهی به بحران موشکی کوبا در سال۱۹۶۲ایفا کرد. برنامه شش مرحله ای پروژه توسط ادوارد لنددل در ۲۰فوریه ۱۹۶۲ارائه شد. رابرت کندی، دادستان کل بر آن نظارت می‌کرد. پرزیدنت کندی در ۱۶ مارس۱۹۶۲در جریان دستورالعمل‌های عملیات قرار گرفت. لنزدیل برنامه هماهنگ عملیات‌های سیاسی، روانی، نظامی، خرابکاری، و اطلاعاتی و همچنین تلاش برای ترور رهبران سیاسی کلیدی را تشریح کرد. هر ماه از زمان معرفی او، روش متفاوتی برای بی‌ثبات کردن رژیم کمونیستی وجود داشت. برخی از این برنامه‌ها شامل انتشار تبلیغات سیاسی ضد کاسترو، تسلیح گروه‌های مخالف ستیزه‌جو، ایجاد پایگاه‌های چریکی در سراسر کشور و آماده‌سازی برای مداخله نظامی اکتبر در کوبا بود. بسیاری از برنامه‌های فردی توسط سیا برای ترور کاسترو طراحی شد. با این حال، هیچ‌کدام موفق نبودند.

## اجرا
ایستگاه عملیات مخفی و جمع‌آوری اطلاعات سیا جی ام ویو در میامی به‌عنوان مرکز عملیات گروه ضربت دبیلو، واحد سیا که به عملیات مونگوس اختصاص داده شده‌است، تأسیس شد./ فعالیت‌های آژانس همچنین در مرکز پذیرش کارائیب در اوپا-لوکا، فلوریدا مستقر بود و حتی در یک مقطع از مافیا (که مشتاق بودند عملیات کازینو کوبایی خود را دوباره به‌دست آورند) برای طراحی یک ترور کمک گرفتند. تلاش علیه کاسترو؛ ویلیام هاروی یکی از افسران پرونده سیا بود که مستقیماً با مافیو جان رزلی سروکار داشت. مافیوز جان روزلی توسط رابرت ماهو، مأمور سابق اف‌بی‌آی به سیا معرفی شد. ماهو از دهه۱۹۵۰روزلی را می‌شناخت و از ارتباط او با سندیکای قمار آگاه بود. روزلی با نام مستعار «جان رالسون» وظیفه داشت کوبایی‌هایی را از فلوریدا برای کمک به ترور کاسترو استخدام کند.
مورخ استفان رابه می‌نویسد که «دانشمندان به‌طور قابل درک بر تهاجم به خلیج خوک‌ها، کمپین تروریسم و خرابکاری ایالات متحده معروف به عملیات مونگوس، توطئه‌های ترور علیه فیدل کاسترو، و البته، بحران موشکی کوبا تمرکز کرده‌اند. به وضعیت روابط آمریکا و کوبا پس از بحران موشکی توجه کمتری شده‌است. رابه می‌نویسد که گزارش‌های کمیته کلیسا نشان می‌دهد که از ژوئن ۱۹۶۳به بعد، دولت کندی جنگ خود را علیه کوبا تشدید کرد در حالی که سیا تبلیغات، «انکار اقتصادی» و خرابکاری را برای حمله به دولت کوبا و همچنین اهداف خاص در داخل ادغام کرد. یکی از مثال‌های ذکر شده، حادثه‌ای است که در آن مأموران سیا، که به دنبال ترور کاسترو بودند، به یک مقام کوبایی، رولاندو کوبلا سکسیدز، یک خودکار مجهز به سوزن زیرپوستی سمی دادند. در این زمان، سیا مجوز ۱۳عملیات عمده در کوبا، از جمله حمله به نیروگاه برق، پالایشگاه نفت و کارخانه قند را دریافت کرد. رابه استدلال کرده‌است که «دولت کندی علاقه ای به درخواست مکرر کاسترو مبنی بر توقف کارزار خرابکاری و تروریسم علیه کوبا از ایالات متحده نشان نداد. کندی سیاست دوگانه ای را در قبال کوبا دنبال نکرد. ایالات متحده فقط پیشنهادهای تسلیم را پذیرفته‌است.» رابه همچنین مستند می‌کند که چگونه «گروه‌های تبعیدی، مانند آلفا ۶۶و جبهه دوم اسکامبری، حملاتی را در جزیره انجام دادند. در کشتی‌های حمل‌کننده کالا، سلاح‌هایی را در ایالات متحده خریداری کردند و حملاتی را در ایالت باهاما آمریکا انجام دادند."
مورخ هاروارد، خورخه دومینگز بیان می‌کند که دامنه عملیات مونگوس شامل اقدامات خرابکارانه علیه یک پل راه‌آهن، تأسیسات ذخیره‌سازی نفت، یک ظرف ذخیره‌سازی ملاس، یک پالایشگاه نفت، یک نیروگاه، یک کارخانه چوب بری و یک جرثقیل شناور بود. دومینگوئز بیان می‌کند که «تنها یک بار در [هزار] صفحه اسناد، یک مقام آمریکایی چیزی را مطرح کرد که شبیه یک اعتراض اخلاقی ضعیف به تروریسم تحت حمایت دولت ایالات متحده بود.» متعاقباً اقداماتی علیه یک پالایشگاه نفت، یک نیروگاه، یک کارخانه چوب بری و یک جرثقیل شناور در بندر کوبا انجام شد تا اقتصاد کوبا را تضعیف کند.
پروژه کوبا در ابتدا طراحی شد تا در اکتبر ۱۹۶۲با «شورش آشکار و سرنگونی رژیم کمونیستی» به اوج خود برسد. این در اوج بحران موشکی کوبا بود، که در آن ایالات متحده و اتحاد جماهیر شوروی به‌طور نگران‌کننده‌ای به جنگ هسته‌ای بر سر حضور موشک‌های شوروی در کوبا نزدیک شدند، که توسط هواپیماهای پایین پرواز در مأموریت‌های عکاسی و عکاسی نظارتی زمینی تأیید شد. این عملیات در ۳۰ اکتبر ۱۹۶۲به حالت تعلیق درآمد، اما ۳تیم از ۱۰تیم خرابکار شش نفره قبلاً به کوبا اعزام شده بودند.
دومینگز می‌نویسد که کندی با تشدید بحران موشکی کوبا، اقدامات منگوس را متوقف کرد (زیرا تصاویر سلاح‌های هسته ای شوروی مستقر در سواحل شمالی کوبا توسط اطلاعات آمریکا از طریق شناسایی ماهواره ای به‌دست آمد)، اما «به سیاست خود مبنی بر حمایت از تروریسم علیه تروریسم بازگشت. کوبا با کاهش رویارویی با اتحاد جماهیر شوروی.با این حال، نوام چامسکی استدلال کرده‌است که "عملیات تروریستی در پرتنش‌ترین لحظه‌های بحران موشکی ادامه یافت" و خاطرنشان کرد که "آنها به طور رسمی در ۳۰اکتبر، چند روز پس از توافق کندی و خروشچف لغو شدند، اما با این وجود ادامه یافتند." بر این اساس، «کمیته اجرایی شورای امنیت ملی اقدامات مختلفی را توصیه کرد، از جمله «استفاده از تبعیدیان منتخب کوبایی برای خرابکاری در تأسیسات کلیدی کوبایی به‌گونه‌ای که این اقدام به‌طور قابل قبولی به کوبایی‌ها در کوبا نسبت داده شود» و همچنین «خرابکاری» محموله و کشتیرانی کوبا، و محموله و حمل و نقل بلوک[شوروی] به کوبا."
عملیات مونگوس شامل یک برنامه اقدامات مخفیانه از جمله خرابکاری، جنگ روانی، جمع‌آوری اطلاعات و ایجاد انقلاب داخلی علیه دولت کمونیستی بود. ایالات متحده هنوز فاقد توانایی دریافت مؤثر اطلاعات به اکثریت مردم کوبا بود. آنها تحریم تجاری، امتناع از تسهیلات ذخیره‌سازی، افزایش امنیت بندر و رویه کنترل حمل و نقل، داده‌های فنی و بازرسی گمرکی داشتند. ایالات متحده همچنین از ابزارهای دیپلماتیک برای ناکام گذاشتن مذاکرات تجاری کوبا در اسرائیل، اردن، ایران، یونان و احتمالاً ژاپن استفاده کرد. از همان ابتدا، لنزدیل و اعضای دیگر اس چی ای حمایت داخلی از جنبش ضد کاسترو را مهمترین جنبه عملیات شناسایی کردند. سازماندهی و حمایت آمریکا از نیروهای ضد کاسترو در کوبا کلیدی تلقی می‌شد که مشارکت آمریکا را از آنچه عمدتاً کمک اقتصادی و نظامی نیروهای شورشی بود، گسترش داد؛ بنابراین، لنزدیل امیدوار بود که تلاشی را در داخل عملیات، به رهبری سیا، سازماندهی کند تا به‌طور پنهانی از یک جنبش مردمی در کوبا حمایت کند. این یک چالش بزرگ بود. شناسایی نیروهای ضد کاسترو در داخل کوبا دشوار بود و زمینه حمایت مردمی وجود نداشت که شورشیان کوبایی بتوانند از آن استفاده کنند. در چند ماه اول، یک بررسی داخلی از عملیات مونگوس به توانایی‌های محدود سیا برای جمع‌آوری اطلاعات سخت و انجام عملیات‌های مخفی در کوبا اشاره کرد. تا ژانویه ۱۹۶۲، سیا نتوانست عوامل کوبایی مناسبی را که بتوانند در رژیم کاسترو نفوذ کنند، استخدام کند. سیا و لنزدیل تخمین زدند که به ۳۰عامل کوبایی نیاز دارند. لنزدیل از تلاش سیا برای افزایش فعالیت‌های خود برای برآوردن جدول‌های زمانی مناسب عملیات مونگوس انتقاد کرد. رابرت مک‌کون از سیا شکایت کرد که جدول زمانی لنزدیل بسیار تسریع شده‌است و دستیابی به وظایف خواسته شده در چنین بازه زمانی کوتاهی دشوار خواهد بود.

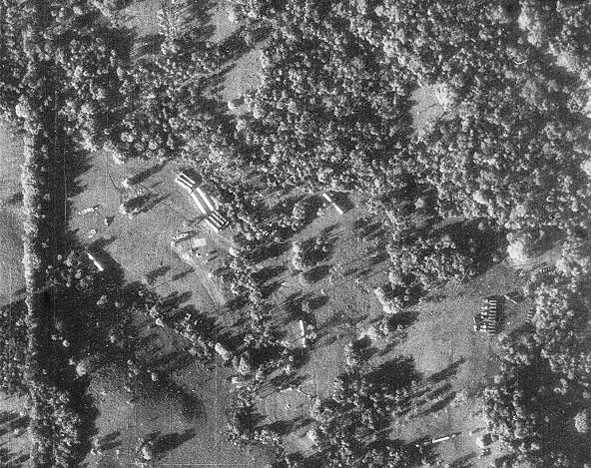
بحران موشکی کوبا: تصویر شناسایی موشک‌ها را نشان می‌دهد

در ماه فوریه، لنزدیل یک بررسی جامع از تمام فعالیت‌های عملیات مونگوس تا به امروز ارائه کرد. لحن او فوری بود و می‌گفت: «زمان علیه ما می‌گذرد. مردم کوبا احساس درماندگی می‌کنند و به سرعت امید خود را از دست می‌دهند. آنها به زودی به نمادهای مقاومت داخلی و منافع بیرونی نیاز دارند. آنها به چیزی نیاز دارند که بتوانند به این امید بپیوندند که مطمئناً برای سرنگونی رژیم شروع به کار کنند.»او خواستار تشدید تلاش‌ها از سوی همه سازمان‌ها و بخش‌ها برای تسریع در اجرای پروژه کوبا شد. او یک طرح شش قسمتی را با هدف سرنگونی دولت کاسترو در اکتبر۱۹۶۲ارائه کرد.
در مارس۱۹۶۲، یک گزارش اطلاعاتی کلیدی، که توسط سیا نوشته شده بود، برای لنزدیل تهیه شد. این نشان داد که اگرچه تقریباً یک چهارم جمعیت کوبا پشت رژیم کاسترو ایستاده‌اند، بقیه مردم هم ناراضی و هم منفعل بودند. این گزارش می‌نویسد که اکثریت منفعل کوبایی‌ها «به پذیرش رژیم کنونی به‌عنوان دولت اثرگذار تسلیم شده‌اند.»نتیجه این بود که شورش داخلی در کوبا بعید است.
عدم پیشرفت و وعده موفقیت در چند ماه اول عملیات، روابط را دراس جی ای تیره کرد. جان اِی مک‌کون انتقاد از دست زدن به عملیات، به این باور است که «سیاست ملی بیش از حد محتاط بود» و پیشنهاد تلاش‌های نظامی ایالات متحده برای آموزش چریک بیشتر، و تمرینات نظامی آبی خاکی در مقیاس بزرگ در سواحل کارولینای شمالی در ماه آوریل، ۱۹۶۲انجام شد
تا ژوئیه، عملیات هنوز پیشرفت کمی نشان داد. فاز اول عملیات مونگوس به پایان خود نزدیک شد. گروه ویژه در ۱۴ مارس۱۹۶۲طرح‌هایی را برای مرحله اول عملیات تا پایان ژوئیه۱۹۶۲ارائه کرد. چهار هدف اصلی برای فاز ۱وجود داشت. ۱. جمع‌آوری اطلاعات سخت در منطقه هدف بود، ۲. انجام سایر اقدامات سیاسی، اقتصادی و مخفیانه به جز ایجاد شورش در کوبا یا نیاز به مداخله مسلحانه ایالات متحده، ۳. با سیاست آشکار ایالات متحده سازگار باشید و در موقعیتی باشید که با حداقل از دست دادن دارایی‌ها در اعتبار ایالات متحده کنار بکشید. به برنامه‌ریزی جی سی اس و اقدامات اولیه ضروری برای توانایی قاطع ایالات متحده برای مداخله ادامه دهید. در طول فاز اول کنفرانس پونتا دل استه یک اقدام سیاسی بزرگ ایالات متحده برای منزوی کردن کاسترو و خنثی کردن نفوذ او در نیمکره بود. سفر موفقیت‌آمیز پرزیدنت کندی به مکزیک یکی دیگر از اقدامات سیاسی مهم ایالات متحده بود که بر عملیات تأثیر داشت، اما مستقیماً با این عملیات مرتبط نبود. دو عملیات سیاسی در فاز اول انجام شد: مقابله با بهره‌برداری تبلیغاتی کاسترو-کمونیست از روز اول ماه مه و برانگیختن واکنش شدید نیمکره به سرکوب ارتش کوبا در تظاهرات گرسنگی در کاردناس در ماه ژوئن. یکی دیگر از منافع کلیدی برای عملیات مونگوس پناهندگان کوبایی بود زیرا تصور می‌شد آنها می‌خواهند رژیم کمونیستی در هاوانا را سرنگون کنند و سرزمین خود را بازپس گیرند. به پناهجویان کمک آشکار ایالات متحده برای ماندن در کشور داده شد، با این حال به‌طور محدود در اقدامات مخفیانه شرکت داشتند. برای مدیریت و استفاده از پتانسیل پناهندگی، محدودیت‌های سیاست شنیداری و دید در نظر گرفته شد.با نزدیک شدن به مرحله ۱، طرح پیش‌بینی شده فاز دوم نوشته شد و چهار احتمال در نظر گرفته شد. اولین گزینه لغو برنامه‌های عملیاتی و برخورد با کوبا به‌عنوان یک کشور بلوک و محافظت از نیمکره در برابر آن بود. امکان بعدی اعمال تمام فشارهای ممکن دیپلماتیک، اقتصادی، روانی و غیره برای سرنگونی رژیم کاسترو بدون استفاده آشکار از ارتش ایالات متحده بود. امکان دیگر کمک به کوبایی‌ها برای سرنگونی رژیم کاسترو با یک مرحله گام به گام برای تضمین موفقیت از جمله استفاده از نیروی نظامی در صورت لزوم بود. آخرین امکان استفاده از تحریک و سرنگونی رژیم کاسترو توسط نیروی نظامی آمریکا بود. در بررسی ماه جولای خود، لنزدیل یک برنامه اقدام کوتاه مدت تهاجمی تر را توصیه کرد. او معتقد بود که زمان بسیار مهم است، به ویژه با توجه به تشدید تقویت نظامی شوروی در کوبا. طرح‌های جدیدی برای جذب کوبایی‌های بیشتری برای نفوذ به رژیم کاسترو، قطع پخش رادیو و تلویزیون کوبا و استقرار واحدهای خرابکار کماندویی طراحی شد.
با این حال، در اواخر اوت، افزایش ارتش شوروی در کوبا باعث نارضایتی دولت کندی شد. ترس از تلافی علنی نظامی علیه ایالات متحده و برلین به دلیل عملیات مخفیانه ایالات متحده در کوبا، عملیات را کند کرد. در ماه اکتبر، با داغ شدن بحران موشکی کوبا، پرزیدنت کندی خواستار توقف عملیات مونگوس شد. عملیات خدنگ به‌طور رسمی فعالیت خود را در پایان سال ۱۹۶۲متوقف کرد.

## پیشنهادها ترور

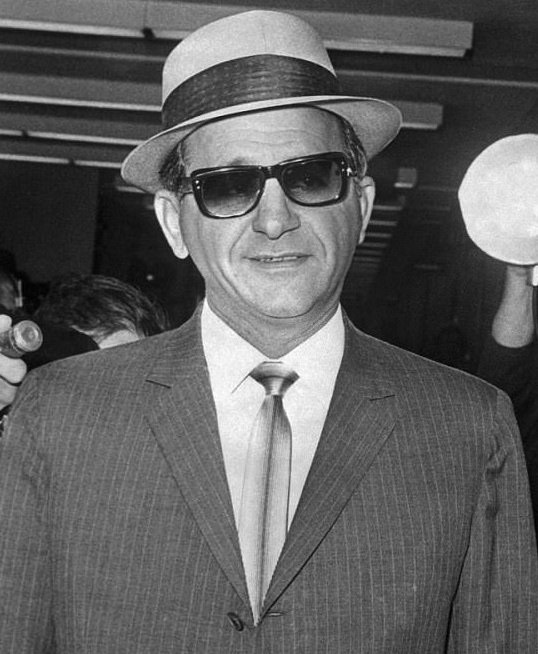
گفته می‌شود که سیا از روسای اوباش سام جیانکانا (تصویر)، سانتو ترافیکانته و دیگر اوباش برای ترور فیدل کاسترو به خدمت گرفته‌است.

در آوریل ۱۹۶۷، بازرس کل گزارشی در مورد توطئه‌های مختلف برای ترور فیدل کاسترو صادر کرد. این گزارش توطئه‌ها را به چند چارچوب زمانی تقسیم می‌کند که از «قبل از اوت ۱۹۶۰» شروع می‌شود و با «اواخر ۱۹۶۲تا ۱۹۶۳» پایان می‌یابد. در حالی که تأیید شده‌است، توطئه‌های ترور یک "تاریخچه ناقص" است و به دلیل "حساسیت عملیات مورد بحث"،"هیچ سوابق رسمی در مورد برنامه ریزی، مجوزها یا اجرای چنین طرح‌هایی نگهداری نمی‌شود". یک شکل کلیدی از اسناد مورد استفاده برای ساخت جدول زمانی طرح‌ها، شهادت شفاهی بود که سال‌ها پس از طرح‌ریزی اولیه طرح‌ها جمع‌آوری شد.

### قبل از اوت ۱۹۶۰
گزارش بازرس کل جزئیات «حداقل سه، و شاید چهار طرحی است که در دست بررسی بودند» در بازه زمانی بین مارس تا اوت۱۹۶۰حدس زده می‌شود که تمام طرح‌های در نظر گرفته شده در این زمان می‌توانستند همزمان در فرایند برنامه‌ریزی باشند. اولین طرح در این بازه زمانی شامل حمله به ایستگاه رادیویی بود که کاسترو برای پخش سخنرانی‌های خود با اسپری آئروسل یک ماده شیمیایی که واکنش‌هایی مشابه واکنش‌های اسید لیسرژیک ایجاد می‌کرد، استفاده می‌کرد. هیچ نتیجه ای از این طرح حاصل نشد، زیرا نمی‌توان به مواد شیمیایی برای ایجاد اثرات مورد نظر اعتماد کرد.
جیک استرلاین ادعا کرد که در طرح ترور کاسترو یک جعبه سیگار که با مواد شیمیایی درمان شده بود نیز در نظر گرفته شده‌است. طرح این بود که این ماده شیمیایی باعث ایجاد «سرگردانی موقت شخصیت» می‌شود، و داشتن «کاسترو قبل از سخنرانی یکی دود می‌کند» باعث می‌شود کاسترو «نمایش عمومی از خود» بسازد. استرلاین بعداً اعتراف کرد که حتی با وجود اینکه نمی‌توانست دقیقاً به خاطر بیاورد که سیگارها چه کاری انجام می‌دادند، اما باور نداشت که آنها کشنده باشند. کشنده بودن سیگار توسط سیدنی گوتلیب که این طرح را به یاد می‌آورد. نگران کشتن است، در تناقض است. سیا حتی سعی کرد با استفاده از نمک‌های تالیم، یک ماده موبر قوی، به کفش‌های کاسترو خجالت بکشد و باعث ریزش ریش، ابرو و موهای ناحیه تناسلی او شد. ایده این طرح حول محور "تخریب تصویر کاسترو به‌عنوان "ریش" بود. تنها فردی که این طرح را به خاطر داشت، که فقط با نام مستعار [۰۳] شناسایی شد، به این نتیجه رسید که "کاسترو سفر مورد نظر را انجام نداده و این طرح شکست خورد".
یک جلد ۲۰۱۱از طبقه‌بندی خارج شده سیا با عنوان "عملیات هوایی، مارس ۱۹۶۰تا آوریل ۱۹۶۱" از "تاریخچه رسمی عملیات خلیج خوک ها"، نشان می‌دهد که "از همان ابتدا مشخص بود که عملیات هوایی نقش کلیدی در برنامه سیا برای برکناری رهبر کوبا." در تابستان ۱۹۶۰، جی میت، واحدی تحت فرماندهی مستقیم ریچارد ام. در جولای ۱۹۶۰، مشخص شد که "عملیات هوایی تاکتیکی با هواپیماهای جنگی نقش مهمی در برنامه‌های جی میت ایفا می‌کند."

### آگوست ۱۹۶۰تا آوریل ۱۹۶۱
در اوت ۱۹۶۰، سیا اولین مرحله از طرحی را با عنوان «سندیکای قمار» آغاز کرد. ریچارد بیسل از رابرت ماهو با سیا خواست تا جانی رزلی، یکی از اعضای سندیکای لاس وگاس را جذب کند. ماهئو که به‌عنوان مدیر روابط شخصی شرکتی که به دلیل اقدامات کاسترو متحمل ضررهای مالی شدید در کوبا شده بود، به روزلی ۱۵۰۰۰۰دلار برای ترور موفقیت‌آمیز کاسترو پیشنهاد داد. روزلی ارائه داد که یک همدست توطئه کننده به نام «سام گلد» که بعداً به‌عنوان گانگستر شیکاگوی سام جیانکانا و «جو، پیک» شناخته شد، بعدها به‌عنوان سانتوس ترافیکانته، رئیس کوزا نوسترا از کوبا شناسایی شد.
علاوه بر این، دکتر ادوارد گان به یاد می‌آورد که یک جعبه سیگار دریافت کرده بود که او مأمور مسمومیت بود. اما سیگارها توسط گان در سال ۱۹۶۳ نابود شدند.
چندین طرح، در رابطه با بهترین راه برای رساندن سم سندیکایی، که در این زمان در نظر گرفته شد، شامل «(۱)چیزی بسیار سمی باید با یک پین تجویز شود (۲)مواد باکتریایی به شکل مایع. (۳)درمان باکتریایی سیگار یا سیگار برگ؛ و (۴)یک دستمال درمان شده با باکتری». به گفته بیسل، مناسب‌ترین گزینه ارائه شده مایعات باکتریایی بود. محصول نهایی اما قرص‌های بوتولین جامد بود که در مایع حل می‌شوند.
روزلی، همراه با همکار «سام گلد»، از ارتباط خود برای وادار کردن خوان اورتا، مقام کوبایی برای انجام ترور از طریق قبوض قمار خود استفاده کردند.بنا بر گزارش‌ها، اورتا پس از ارائه چندین قرص با «محتوای کشنده بالا»، چندین بار اقدام به ترور کرد اما در نهایت پس از «سرد شدن پا» از آن خارج شد.گزارش بازرس کل تأکید می‌کند که اورتا قبل از دریافت قرص‌ها، دسترسی خود را به کاسترو از دست داده بود و بنابراین نمی‌توانست کار را انجام دهد. روزلی افسر دیگری به نام دکتر آنتونی ورونا را برای انجام این ترور پیدا کرد.

### آوریل ۱۹۶۱تا اواخر ۱۹۶۱
طرح ترور کاسترو با قرص سمی پس از خلیج خوک‌ها لغو شد. علاوه بر این، گزارش بازرس کل حدس می‌زند که این تلاش با شکست مواجه شد، زیرا کاسترو دیگر از رستورانی که قرار بود قرص برای او تجویز شود، بازدید نکرد.
مرحله دوم عملیات سندیکای قمار در می‌۱۹۶۱با پروژه ZRRIFLE که توسط هاروی رهبری می‌شد آغاز شد. هاروی مسئول هشت سوء قصد به قتل کاسترو بود، اما هیچ‌یک از این تلاش‌ها در دستیابی به اهداف سیاست خارجی ماهر نبود. این بخش از این طرح حاوی «قابلیت اقدام اجرایی (ترور رهبر خارجی)، قابلیت آماده باش عمومی برای انجام ترور در صورت لزوم» بود. هدف اصلی پروژه ZRRIFLE شناسایی عوامل بالقوه و روش‌های تحقیق ترور بود که ممکن است مورد استفاده قرار گیرد. پروژه ZRRIFLE و عملیات آژانس در کوبا در نوامبر۱۹۶۱زمانی که هاروی رئیس گروه ویژه کوبا شد، به برنامه تبدیل شد.

### اواخر ۱۹۶۱تا اواخر۱۹۶۲
گزارش‌های متناقض در گزارش بازرس کل در مورد چگونگی رخ دادن رویدادهای بعدی در این دوره زمانی، تشخیص مسیر نحوه اداره عملیات کوبا توسط گروه ضربت کوبا را دشوار می‌کند. با این حال، اتفاق نظر وجود داشت که روزلی دوباره به همراه ورونا باآژانس درگیر شد

### اواخر سال ۱۹۶۲تا سال ۱۹۶۳
با گذشت ماه‌های سال۱۹۶۲، ورونا تیمی متشکل از سه نفر را برای حمله به کاسترو ساخت. با این حال، این برنامه‌ها دو بار با گزارش بازرس کل با استناد به «شرایط داخل» لغو شد. سپس بحران موشکی اکتبر برنامه‌ها را به هم ریخت.نتیجه ای که هاروی از این موضوع گرفت این بود که «سه شبه نظامی هرگز به کوبا نرفتند». زمانی که به هاروی اطلاع داده شد که روزلی در فهرست نظارت اف‌بی‌آی قرار دارد، روابط بین روزلی و سیا از هم پاشید.
ریموند ال. گارتوف در تأملات خود در مورد بحران موشکی کوبا در سال ۱۹۸۷ نوشت که "تا ۸ نوامبر ایالات متحده به‌طور محسوسی اصرار خود را بر روی موضوعات مختلفی که توسط توافقنامه ۲۸ اکتبر کندی و خروشچف حل نشده بود، از جمله آنچه شوروی‌ها تنها می‌توانستند تلاشی برای عقب‌نشینی از آنچه، برای آنها، سؤال کلیدی باقی‌مانده بود ببینند: تضمین‌های آمریکا برای حمله نکردن به کوبا. در آن تاریخ، یک تیم خرابکاری عملیات مخفی کوبایی که از ایالات متحده اعزام شده بود، با موفقیت یک مرکز صنعتی کوبا را منفجر کرد. گارتوف گفت که خرابکاری قبل از توافق ۲۸ اکتبر برنامه‌ریزی شده بود و زمانی که دولت کندی متوجه شد که هنوز در حال انجام است، نمی‌توان آن را به یاد آورد. برای براندازی رژیم کاسترو.» چامسکی می‌گوید که طبق نامه دولت کوبا به دبیرکل سازمان ملل، این خرابکاری باعث کشته شدن چهارصد کارگر شد.
که قطعاً ممکن است مشاهده ریموند اِل گارتوف است، اما چنین تحریکات مستقیم از مردم کوبا و شوروی در تقابل با تعهد بحران موشکی-خنثی کردن هر دو جی اف کا برای حذف آمریکا فرار موشک مشتری از ترکیه در ازای خروج موشک شوروی از کوبا،و تلاش پس از بحران به سمت نزدیک شدن با کاسترو انجام شد.مبادله موشکی توسط بسیاری به‌عنوان یک معامله یکنواخت تلقی می‌شد که چهره هر ۲طرف را در هنگام در نظر گرفتن توانایی‌های هر یک برای رساندن یک حمله جدی به دیگری حفظ کرد.کندی متعاقباً به دنبال گفتگو با کاسترو برای معکوس کردن روابط تند دو ملت بود.در نتیجه تداوم سرپیچی سیا، تنش‌ها بین رئیس‌جمهور و آژانس که پس از تهاجم ناموفق به خلیج خوک‌ها تشدید شده بود، ادامه یافت.
دراوایل سال۱۹۶۳، سیا نقشه ای طراحی کرد تا لباس غواصی آلوده به قارچ و «آلودگی دستگاه تنفسی با باسیل سل» را برای کاسترو فراهم کند. این طرح هرگز اجرا نشد اما حدس زده می‌شود که یک لباس غواصی به‌‎قصد دادن آن به کاسترو خریداری شده‌است
روش‌های مختلف ترور دیگری که توسط سیا در نظر گرفته شده بود شامل انفجار صدف‌های دریایی، سر خوردن قرص‌های سمی از معشوق سابق، و قرار دادن او در معرض اقلام مسموم دیگر مانند خودکار و حتی بستنی بود. در کنار برنامه‌های ترور کاسترو، یکی از برنامه‌های حذف رولاندو کوبلا، قهرمان انقلابی کوبا بود. توطئه کوبلا به‌عنوان عملیاتی برای استخدام یکی از نزدیکان کاسترو برای انجام کودتا آغاز شد.
کمیته کلیسای سنای ایالات متحده در سال ۱۹۷۵ اعلام کرد که حداقل هشت توطئه جداگانه سازمان سیا برای ترور کاسترو را تأیید کرده‌است. فابیان اسکالانته، که مدت‌ها وظیفه حفاظت از جان کاسترو را بر عهده داشت، ادعا می‌کند که ۶۳۸ طرح ترور یا تلاش جداگانه سیا برای جان کاسترو وجود داشته‌است.
از آنجا که ترور کاسترو هدف مهم دولت کندی به نظر می‌رسید، افسانه ای در تاریخ آمریکا ایجاد شده‌است که کندی در فکر کشتن کاسترو وسواس داشت. با این حال، این درست نیست. در مقاله‌ای با عنوان «توطئه‌های ترور کاسترو» آمده‌است: «توطئه‌های سیا برای کشتن کاسترو قبل از پیروزی جان کندی در ریاست‌جمهوری آغاز شد و پس از مرگ او ادامه یافت»در گزارشی که توسط بازرس کل سیا در سال۱۹۶۷نوشته شد، او اعتراف کرد که این دلیل ماهیت خیالی بسیاری از تلاش‌ها برای ترور است. او همچنین گفت که هشدار داده‌است که ترور کاسترو لزوماً دولت را به روشی که می‌خواهد بی‌ثبات نمی‌کند. او فکر نمی‌کرد که ترور کاسترو کمک زیادی به رهایی کوبا از کنترل کمونیستی کند. او اشاره می‌کند که مردم بیش از حد بر روی ایده کشتن کاسترو متمرکز شده‌اند، در حالی که «رهایی از دست کاسترو» به معنای کشتن او نیست.
بسیاری از ایده‌های ترور توسط سیا در طی عملیات مونگوس مطرح شد. بدنام‌ترین آنها توطئه ادعایی سیا برای سرمایه‌گذاری بر عشق معروف کاسترو به سیگار با سر خوردن یک «سیگار در حال انفجار» بسیار واقعی و کشنده بود.در حالی که منابع متعدد طرح انفجار سیگار سیگار را به‌عنوان یک واقعیت بیان می‌کنند، حداقل یک منبع ادعا می‌کند که آن را صرفاً یک افسانه می‌داند، و دیگری آن را صرفاً به‌عنوان علوفه تبلیغاتی سوپرمارکت رد می‌کند. یکی دیگر پیشنهاد می‌کند که این داستان ریشه در سیا دارد، اما هرگز به‌طور جدی توسط آنها به‌عنوان یک طرح پیشنهاد نشده‌است. در عوض، این توطئه توسط سیا به‌عنوان یک ایده عمداً «احمقانه» ساخته شد تا به کسانی که آنها را در مورد برنامه‌های خود برای کاسترو سؤال می‌کنند، تغذیه کند تا بررسی‌ها از حوزه‌های جدی تر تحقیق منحرف شود.
تلاش دیگری برای جان کاسترو از طریق قلمی بود که مملو از سم سیاه برگ ۴۰بود و در روز ترور پرزیدنت کندی، ۲۲ نوامبر ۱۹۶۳، به یکی از دارایی‌های کوبا در پاریس منتقل شد. شایان ذکر است، شواهد همچنین نشان می‌دهد که این دو رویداد به‌طور همزمان و در یک لحظه رخ داده‌اند. رولاندو کوبلا، قاتل احتمالی، با این حساب مخالفت می‌کند و می‌گوید که بلک لایف ۴۰در قلم نبود. اطلاعات ایالات متحده بعداً پاسخ داد و گفت که بلک لایف ۴۰صرفاً یک پیشنهاد است، اما رولاندو کوبلا سکادس فکر کرد که سم‌های دیگری وجود دارد که بسیار مؤثرتر هستند. به‌طور کلی او تحت تأثیر دستگاه قرار نگرفت. مخترع متوجه شد که کوبلو این دستگاه را به کلی رد کرده‌است.

## میراث
پس از پایان عملیات مونگوس، دولت کندی تلاش‌هایی برای بهبود روابط با دولت کوبا انجام داد. همان‌طور که برخی اسناد منتشر شده توسط آرشیو امنیت ملی نشان می‌دهد، این اتفاق تقریباً بلافاصله پس از پایان پروژه رخ داده‌است.یک سند به شکل یک برگه گزینه از یک متخصص آمریکای لاتین در مورد چگونگی اصلاح روابط ارائه می‌شود. این سند با این پیشنهاد آغاز می‌شود که از طریق تلاش‌های سیا برای ترور کاسترو و سرنگونی دولت، آن‌ها «فقط به یک روی سکه به‌طور جدی نگاه می‌کردند» و می‌توانستند سمت معکوس را امتحان کنند و سعی کنند «بی سر و صدا کاسترو را به ما جلب کنند»."این سند در ادامه برای انجام مطالعات بیشتر در مورد اینکه آنها دقیقاً چگونه برای بهبود روابط پیش می‌روند، فشار می‌آورد.این سند همچنین ۲نتیجه احتمالی را که همراه با روابط بهتر با کوبا خواهد بود، بیان می‌کند. در این سند آمده‌است: «در کوتاه‌مدت، احتمالاً می‌توانیم حداقل ۲نگرانی اصلی خود در مورد کاسترو را خنثی کنیم:معرفی مجدد موشک‌های تهاجمی و براندازی کوبا. در درازمدت، ما می‌توانیم برای حذف کاسترو در اوقات فراغت خود و از نقطه نظر خوبی کار کنیم.»تلاش برای اصلاح روابط به شدت با روابط منفی شکل گرفته در اثر عملیات مونگوس شکل می‌گیرد
یکی از موضوعاتی که باعث بی‌اعتمادی روابط کوبایی‌های مورد حمایت آمریکا و آژانس شد، یک جبهه «متزلزل» به دلیل عدم توافق واقعی بین کوبایی‌ها و آژانس بود. بر اساس بازرسی انجام شده توسط بازرس کل فایفر، «رهبران کوبا می‌خواستند چیزی در مورد روند عملیات شبه نظامی بگویند». در این بازرسی سؤالاتی مطرح شد که عبارت بودند از: "اگر پروژه بهتر تصور می‌شد، سازماندهی می‌شد، کارکنان بهتری مدیریت می‌شد، آیا اصلاً باید آن موضوع دقیق برای تصمیم‌گیری رئیس جمهور ارائه می‌شد؟"تحقیق‌های بیشتر ثابت کرد که ۱۵۰۰ نفر از همان ابتدا برای مقابله با نیروهای بزرگ نظامی کاسترو کافی نبودند، و همچنین آژانس‌ها از «مدیریت بالای پرواز» کافی نبودند، که در مجموع به شکست کامل عملیات مونگوس و همچنین خلیج خوک‌ها منجر شد.
کمیسیونی به رهبری ژنرال ماکسول تیلور، معروف به کمیته تیلور، شکست‌های حمله به خلیج خوک‌ها را بررسی کرد. هدف این بود که بفهمیم چه کسی مسئول این فاجعه است. جک فایفر، مورخ ارشد سیا، در یکی از مجلدهای خود از یک گزارش داخلی که بین سال‌های ۱۹۷۴ و ۱۹۸۴ نوشته شده بود، از تحقیق‌های کمیته تیلور انتقاد کرد، زیرا این کمیته، سیا را مسئول اصلی شکست خلیج خوک‌ها می‌دانست. در پایان جلد چهارم، فایفر ابراز تاسف می‌کند که تیلور در تداوم این ایده نقش داشته‌است که «پرزیدنت کندی یک شوالیه سفید بود که توسط فعالان بیش از حد اعتماد به نفس، اگر نگوییم شیطنت، گمراه شده بود».
در سال۱۹۷۵، یک کمیته سنا به سرپرستی سناتور فرانک چرچ (آیداهو-دموکرات) که در مورد سوء استفاده‌های ادعایی انجام شده توسط جامعه اطلاعاتی ایالات متحده تحقیق می‌کرد، اولین گزارش از مجموع ۱۴گزارش را با عنوان «توطئه‌های ترور ادعایی شامل رهبران خارجی» منتشر کرد. کمیته کلیسا توطئه‌های مستند علیه کاسترو را در سال۱۹۶۲ردیابی کرد. در اسناد به تماس سیا با مافیو و قاتل قراردادی آمریکایی، جان روزلی اشاره شده‌است. روزلی، یک آتش‌نشان، بزاق خود را بیرون ریخت تا کاسترو را از بین ببرد تا کوبا را به «روزهای خوب گذشته» بازگرداند. توطئه عجیب‌تر دیگر مربوط به یک قهرمان انقلابی کوبایی به نام رولاندو کوبلا بود که توسط سیا با نام رمز املش شناخته می‌شد. سیا به دنبال مشارکت کوبلا در یک عملیات ترور بود. در پاییز ۱۹۶۳، دزموند فیتزجرالد، یک مقام عالی‌رتبه که زمانی تحت آموزش فرانک ویسنر و دوست خوب ویلیام کولبی، رئیس آینده سیا بود، که در دهه ۱۹۵۰در ایستگاه‌های سیا در سراسر خاور دور خدمت کرده بود، خدمات مخفیانه کوبلا را تعقیب کرد.. فیتزجرالد در جلسات خود به‌طور دوگانگی خود را به‌عنوان نماینده شخصی رابرت اف کندی، دادستان کل ایالات متحده معرفی کرد. برخی از محققان این طرح حمله را رویکرد «هویج و چوب» کندی در برخورد با کاسترو می‌دانستند. با این حال، سایر مورخان این تلاش‌های سیا را ابزاری برای تضعیف ابتکار عمل صلح پرزیدنت جان اف کندی در قبال کاسترو می‌دانند. برخی از مورخان تجدیدنظرطلب ادعا می‌کنند که تلاش‌ها برای حذف کاسترو نمایانگر جنبه‌ای از «وسواس کندی» است که ظاهراً توسط بقیه واشینگتن مشترک نیست. این تصور از آن زمان به ۲دلیل به راحتی از بین رفت: ۱)کاسترو تنها هدف ترور سیاسی در دستور کار کندی نبود و ۲)توطئه‌های سیا برای کشتن کاسترو هم قبل و هم بعد از دوره ریاست جمهوری کندی وجود داشت.
پروژه کوبا، مانند حمله قبلی به خلیج خوک‌ها، به‌طور گسترده به‌عنوان یک شکست سیاست آمریکا علیه کوبا شناخته می‌شود. به گفته نوام چامسکی، بودجه آن ۵۰ میلیون دلار در سال بود و ۲۵۰۰ نفر از جمله حدود ۵۰۰ آمریکایی را استخدام می‌کرد و به مدت ۱۴ سال از سال ۱۹۶۱ تا ۱۹۷۵ مخفی ماند. بخشی از آن توسط کمیسیون کلیسا در سنای ایالات متحده و بخشی توسط روزنامه‌نگاری تحقیقی خوب فاش شد. او گفت که «این امکان وجود دارد که عملیات هنوز ادامه داشته باشد [۱۹۸۹]، اما مطمئناً در تمام دهه ۷۰ ادامه داشت.»

## تصاویر رسانه ای
در فیلم الیور استون جی‌اف‌کی مونکوس عملیات مونگوس در سکانس‌های فلاش بک به‌عنوان یک زمین تمرین به تصویر کشیده می‌شود که در آنمونکوساز جمله مونکوسلی هاروی اسوالد در تاکتیک‌های شبه نظامی ضد کاسترو آشنا می‌شود.